# Triphyllozoon sinicum
Triphyllozoon sinicum is een mosdiertjessoort uit de familie van de Phidoloporidae. De wetenschappelijke naam van de soort is voor het eerst geldig gepubliceerd in 1987 door Liu & Li.